# 永田隆三郎
永田 隆三郎（ながた りゅうざぶろう、? - 嘉永2年11月25日（1849年2月2日））は、江戸時代後期の一揆指導者。

## 経歴・人物
肥後天草郡古江村（現：熊本県天草市栖本町古江）の庄屋。
弘化4年（1847年）に同志と共に世直し大一揆を計画。翌年の弘化5年（1848年）１月27日から6日間で農民15000人余りを動員し、銀主宅を多数打ちこわし、平等思想を訴えたが、のち首謀者として処刑された。
同地には郷土史家の鶴田文史撰文の法界平等碑が建てられている。また、永田隆三郎宅跡は、昭和51年（1976年）1月10日に天草市指定文化財に指定された。